# IC 3773
IC 3773 ist eine linsenförmige Zwerggalaxie vom Hubble-Typ dS0 im Sternbild Jungfrau auf der Ekliptik. Sie ist schätzungsweise 46 Millionen Lichtjahre von der Milchstraße entfernt und hat einen Durchmesser von etwa 25.000 Lichtjahren. Unter der Katalognummer VCC 2048 ist sie als Mitglied des Virgo-Galaxienhaufens aufgeführt.
Im selben Himmelsareal befinden sich u. a. die Galaxien IC 816, IC 817, IC 3764, IC 3767.
Das Objekt wurde am 20. Februar 1900 von Arnold Schwassmann entdeckt.